# Les Wallace
Les Wallace (Forres, 22 februari 1962) is een voormalig Schotse topdarter. Zijn bijnaam luidde McDanger.
Wallace speelde altijd in een traditionele Schotse kilt en werd op grote toernooien begeleid door één of meerdere doedelzakspelers.
In 1993 speelde hij in de finale van de Winmau World Masters. Hij verloor deze van Steve Beaton met 3-1. In 1997 beleefde Wallace z'n hoogtepunt in de dartsport door in de finale van het officieuze BDO WK-darts, 'the Embassy' (tegenwoordig Lakeside) Marshall James met 6-3 te verslaan en zo het toernooi te winnen en wereldkampioen darts te worden. In 1998 won Wallace wel de Winmau World Masters door in de finale Alan Warriner-Little met 3-2 te verslaan.

## Gespeelde WK-finales
- 1997 Les Wallace - Marshall James 6 - 3 ('best of 11 sets')

## Resultaten op Wereldkampioenschappen

### BDO
- 1995: Laatste 32 (verloren van Raymond van Barneveld met 2-3)
- 1996: Halve finale (verloren van Richie Burnett met 2-5)
- 1997: Winnaar (gewonnen in de finale van Marshall James met 6-3)
- 1998: Laatste 16 (verloren van Steve Beaton met 2-3)
- 1999: Laatste 16 (verloren van Raymond van Barneveld met 2-3)
- 2000: Laatste 32 (verloren van Ritchie Davies met 0-3)

### WDF
- 1995: Laatste 128 (verloren van Torben Christensen met 2-4)

### WSDT (Senioren)
- 2022: Laatste 24 (verloren van John Walton met 2-3)
- 2023: Laatste 32 (verloren van Darryl Fitton met 2-3)

## Trivia
Wallace droeg tijdens wedstrijden altijd een Schotse kilt en werd begeleid door doedelzakspelers.